# Counter-Strike: Source
Counter-Strike: Source è il seguito del celebre sparatutto in prima persona Counter-Strike ed è basato sul motore grafico Source Engine. Come nell'originale (nato come mod di Half-Life e in seguito acquistato da Valve), tratta dello scontro tra delle forze speciali e dei terroristi. È uscito nel 2004 per Microsoft Windows, macOS e Linux in modalità cross-platform, cioè permettendo il multigiocatore in rete tra utenti di sistemi operativi diversi. 

## Modalità di gioco
Il gioco ha unicamente la modalità multiplayer.
I giocatori subito dopo aver avviato il gioco scelgono "trova server", per potersi connettere ad un server di gioco e a seconda delle esigenze (mappa, giocatori, sicurezza, etc.) trovano quello più adatto. Una volta entrati nel server ci si ritrova in una schermata dove è possibile scegliere il team dove giocare (anti-terroristi, terroristi, spettatori). Se il player sceglie una delle prime due possibilità, dovrà selezionare in che panni giocare (SEAL, GSG 9, GIGN, etc.). Una volta che il round precedente è terminato le squadre vengono rimesse in vita e ognuno si sceglie il suo equipaggiamento che comprende: pistola, fucile, granate, visori, giubbotti antiproiettile... Lo scopo del round è di eliminare tutti gli avversari, oppure in alcune mappe, di piazzare la bomba/disinnescarla o tenere/liberare degli ostaggi.